# 2004 în jocuri video
Acest articol prezintă evenimente importante legate de jocuri video din anul 2004. Vezi și istoria jocurilor video.

## Evenimente
În 2004 au apărut mai multe sequel-uri și prequel-uri în jocurile video, cum ar fi  Doom 3, Dragon Quest VIII, Gran Turismo 4, Grand Theft Auto: San Andreas, Half-Life 2, Halo 2, Metal Gear Solid 3: Snake Eater, Ninja Gaiden, Pokémon FireRed/LeafGreen/Emerald, Everybody's Golf 4 (Hot Shots Golf Fore!), Prince of Persia: Warrior Within și World of Warcraft, împreună cu titluri noi precum  Fable, Far Cry, FlatOut, Killzone, Katamari Damacy, Monster Hunter, N, Red Dead Revolver, SingStar și Sacred. Consola Nintendo DS a fost lansată în acest an.

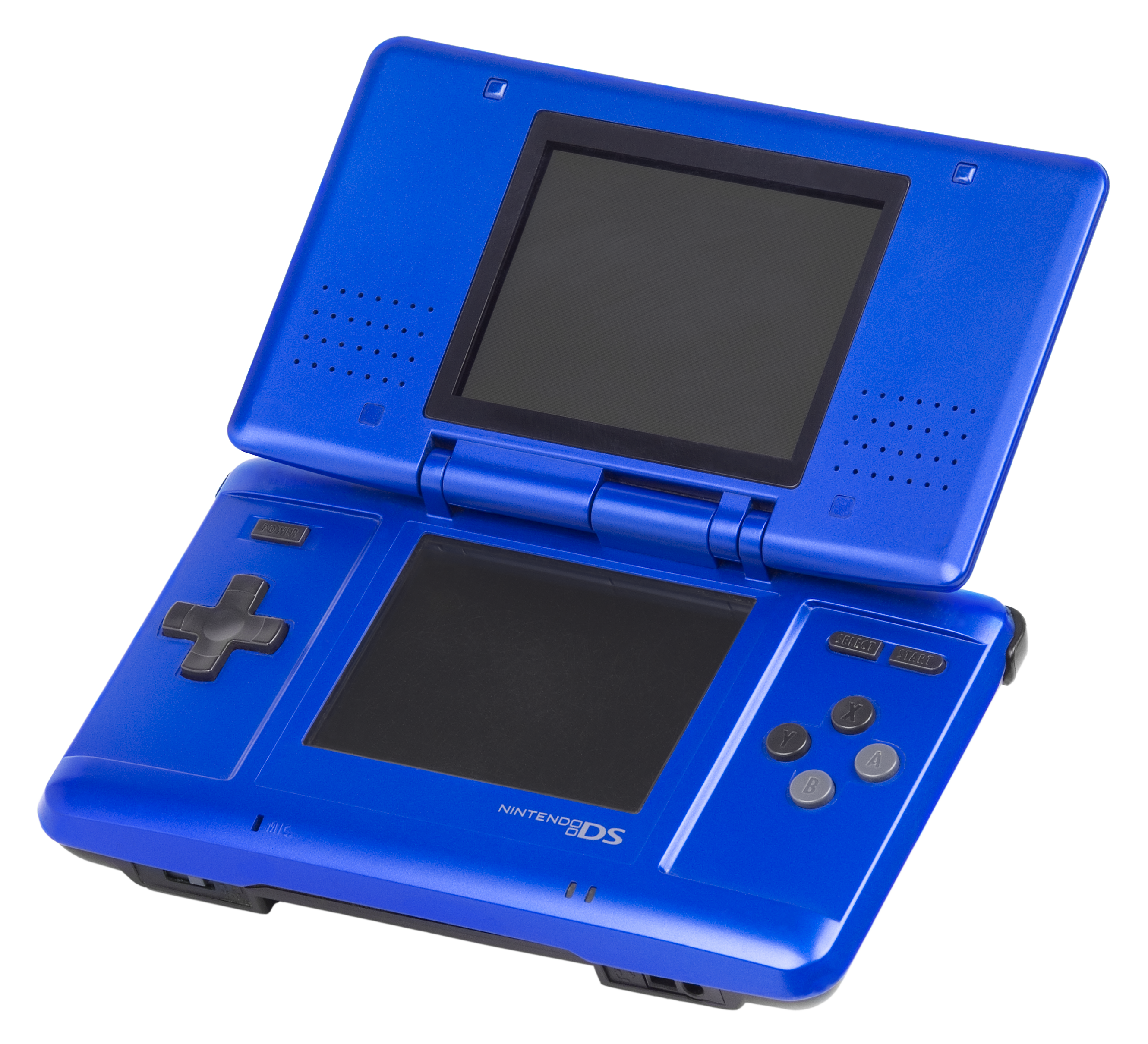
Consola portabilă Nintendo DS a fost lansată în acest an.

Anul a fost considerat retrospectiv unul dintre cele mai bune și mai importante din istoria jocurilor video datorită lansării a numeroase titluri apreciate de critici, de succes comercial și influente pe toate platformele și genuri la timp. Cel mai bine vândut joc video al anului a fost Grand Theft Auto: San Andreas. Cele mai apreciate titluri ale anului au fost Dragon Quest VIII și Gran Turismo 4 în Japonia și Half-Life 2 și San Andreas în Occident.